# Sebastian Vettel
Sebastian Vettel, född 3 juli 1987 i Heppenheim i Hessen, är en tysk racerförare som tävlade i Formel 1 från 2007 till 2022.
Under Formel 1-karriären körde han för stallen BMW Sauber, Toro Rosso, Red Bull, Ferrari och Aston Martin. Vettel är en av de mest framgångsrika förarna någonsin inom Formel 1 och vann fyra raka VM-titlar med Red Bull säsongerna 2010 till 2013. Vettel vann sin första titel vid 23 års ålder och är i och med detta den yngsta världsmästaren någonsin i Formel 1. Han har tredje flest vinster (53) och pallplatser (122), samt fjärde flest pole positions (57).
Vettel startade sin karriär inom Formel 1 som testförare för BMW Sauber 2006 och körde sitt första lopp säsongen 2007 när han ersatte den skadade Robert Kubica i USA:s Grand Prix. Som en del av Red Bull Junior Team fick Vettel en plats som ordinarie förare i Toro Rosso under 2008, med stallet vann han sitt första lopp och blev den då yngsta vinnaren någonsin. Vettel flyttades sedan upp till moderstallet Red Bull inför säsongen 2009. Med Red Bull vann Vettel fyra raka titlar från 2010 till 2013, varav den första gjorde honom till sportens yngsta världsmästare. 2013 satte han bland annat rekordet för flest raka vinster med nio. Vettel skrev på för Ferrari inför säsongen 2015 och blev där Mercedes och Lewis Hamiltons närmaste utmanare i två titelkamper 2017 och 2018, även om han slutade tvåa i mästerskapet båda åren. Han lämnade Ferrari för att tävla med Aston Martin för säsongerna 2021 och 2022, innan han tillkännagav att säsongen 2022 skulle bli hans sista i Formel 1.

## Uppväxt och privatliv
Sebastian Vettel föddes som tredje barn till Norbert, en timmerman, och Heike Vettel. Han har en yngre bror, Fabian, som också är racerförare, och två äldre systrar: Melanie, tandtekniker, och Stefanie, sjukgymnast för funktionshindrade barn. Hans barndomshjältar var "The three Michaels": Michael Schumacher, Michael Jordan och Michael Jackson. Han nämnde att han ville bli artist som Jackson, men insåg att han inte hade rösten. Vettel bor i Thurgau, Schweiz, och är ett fan av det tyska fotbollslaget Eintracht Frankfurt. Han har gjort reklam för Head & Shoulders. Vidare har han varit röst åt karaktären Sebastian Schnells i den tyska versionen av filmen Bilar 2.
Vettel gifte sig med sin barndomsvän Hanna Prater 2019. De har tre barn: Emilie, född i januari 2014; Matilda, född i september 2015; och en son, född i november 2019. År 2016 uppskattade Forbes att hans årliga inkomst var 41 miljoner dollar. Förutom sitt modersmål tyska talar Vettel engelska, franska, finska och italienska. I juli 2022 skapade han sitt Instagram-konto, efter att länge ha undvikit sociala medier. Vettels första Instagram-inlägg var att tillkännage hans beslut att lämna Formel 1 i slutet av säsongen 2022.

## Tidig karriär

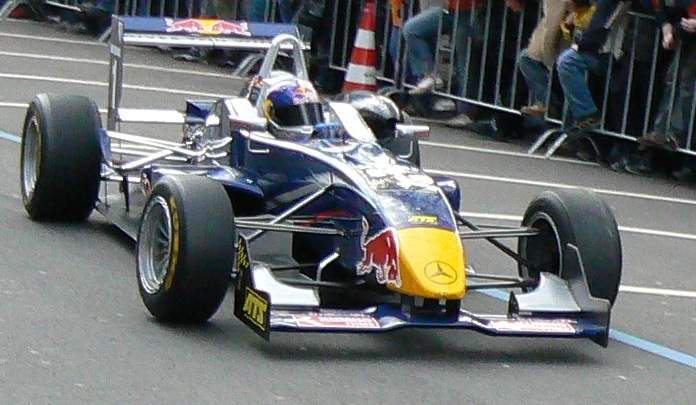
Vettel kör vid F3 Euroseries 2006.

Vettel började köra kart vid tre års ålder och började tävla i kartserier 1995 vid åtta års ålder. Han antogs i Red Bull Junior Team 1998, och vann olika titlar, såsom Junior Monaco Kart Cup 2001. Vettel började köra formelbilar 2003 och fick chansen av Derrick Walker att testa en Reynard Motorsport Champ Car i ett tvådagars privat test på Homestead road course. Ett år senare vann han 2004 Formel BMW ADAC-mästerskapet med 18 segrar från 20 lopp.
Vettel körde för ASL Mücke Motorsport i Formel 3 Euro Series 2005. Han placerades på femte plats i slutställningen med 63 poäng och vann Rookie Cup. Tack vare sin Formel BMW-framgång fick han testa för Williams Formel 1-team senare samma år. Vettel fortsatte sedan med att testa för BMW Saubers Formel 1-team.
Vettel befordrades till testförare för BMW Sauber 2006 och deltog i Formel 3 Euro Series 2006 där han slutade tvåa. Han tävlade också i Formel Renault 3.5 Series 2006, där han slutade etta och tvåa på Misano i sina två första lopp. I nästa omgång på Spa-Francorchamps förlorade han nästan ett finger när han träffades av splitter efter en olycka. Han förväntades vara borta i flera veckor.  Ändå lyckades han tävla i Masters of Formula 3 2006 på Zandvoort följande helg, där han slutade på en sjätte plats.
Vettel tävlade i Formel Renault 3.5 Series 2007 och tog sin första seger på Nürburgring. Han ledde mästerskapet när han fick kontrakt med BMW Sauber i Formel 1.

## Racingkarriär

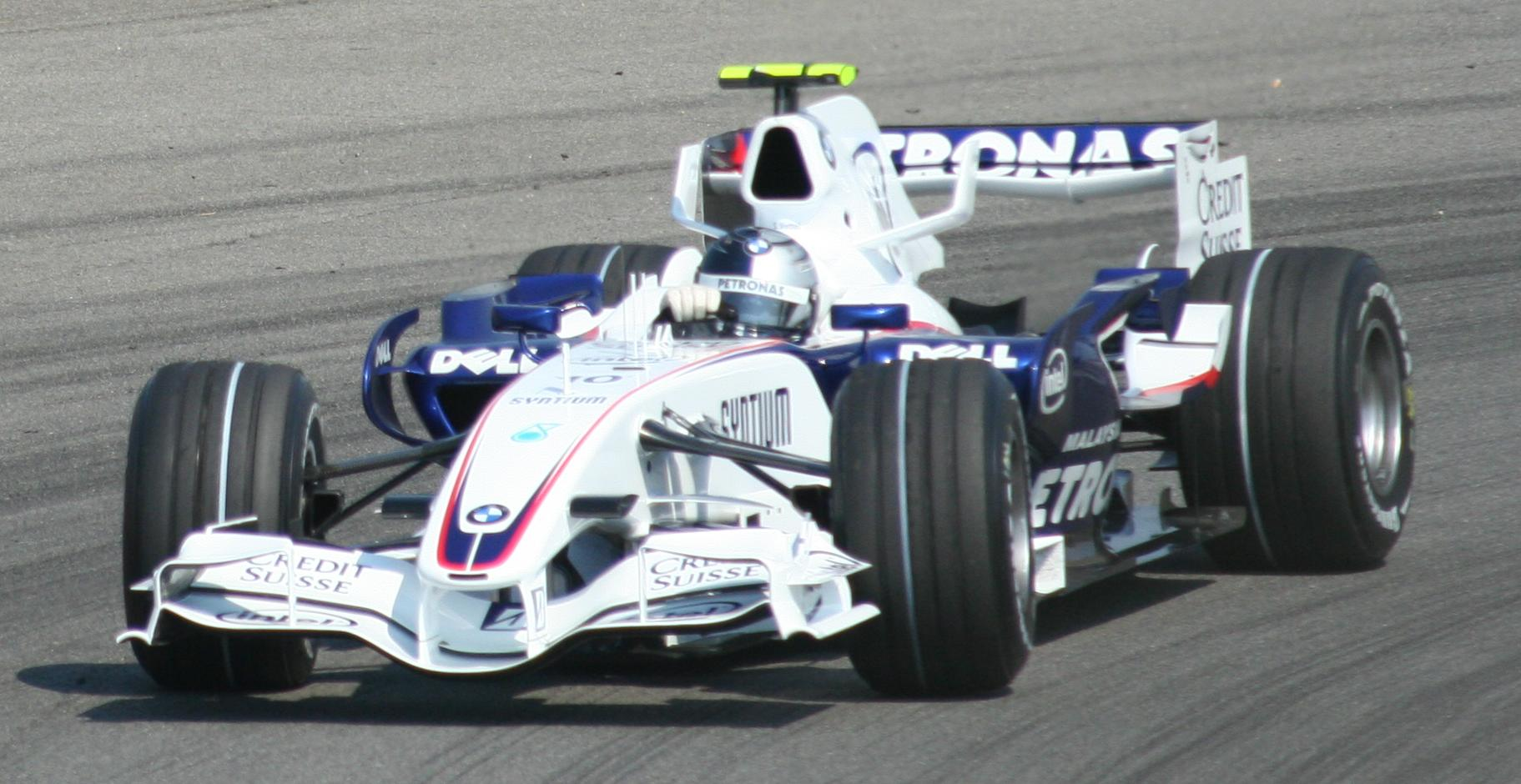
Vettel gör sin debut i Formel 1 vid USA:s Grand Prix 2007.

### BMW Sauber (2006–2007)
Efter det att BMW Saubers andreförare Robert Kubica var inblandad i en olycka vid Kanadas Grand Prix 2007 - och avråddes från att tävla i USA:s Grand Prix 2007 - fick Vettel ersätta Kubica och göra debut. Vettel kom på åttonde plats och fick därmed sin första poäng i Formel 1 och blev den yngste föraren att få poäng i Formel 1-världsmästerskapet. Den 31 juli 2007, drygt sex veckor efter USA:s Grand Prix, meddelades att Vettel skulle sluta som test- och reservförare i BMW och ersätta Scott Speed som andreförare i Scuderia Toro Rosso från och med Ungerns Grand Prix 2007. När han körde för tredjeplatsen i Japans Grand Prix krockade Vettel med Mark Webber och tvingades att bryta loppet. I Kinas Grand Prix, direkt efter Japans Grand Prix, fick Vettel sina första poäng med Toro Rosso då han kom på fjärde plats och fick fem poäng.
I oktober 2007 meddelade Vettel att han skulle delta i Race of Champions i London. Tillsammans med landsmannen Michael Schumacher vann han landslagstävlingen Nations Cup i Race of Champions för Tyskland.

### Toro Rosso (2007–2008)

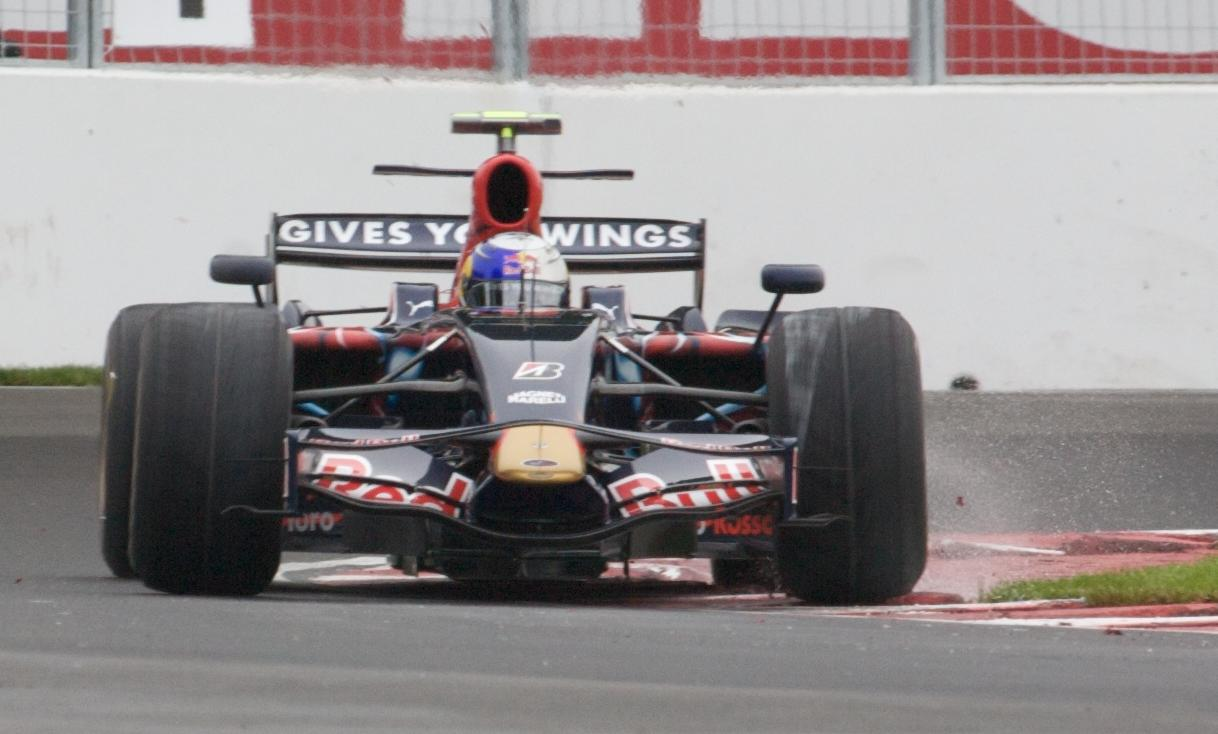
Vettel för Toro Rosso vid Kanadas Grand Prix 2008.

BMW släppte honom i juli 2007 då han anslöt sig till Red Bulls Scuderia Toro Rosso, där han ersatte Scott Speed från och med Ungerns Grand Prix 2007, eftersom Vettel redan var under kontrakt med Red Bull Racing. Det tillkännagavs också att han skulle köra för Toro Rosso 2008, tillsammans med Sébastien Bourdais.
I kraftigt regn i Japans Grand Prix på Fuji arbetade Vettel sig upp till tredje plats, bakom McLarens Lewis Hamilton och Red Bull Racings Mark Webber, och verkade vara på väg mot sin och lagets första pallplats. Medan säkerhetsbilen var på banan, kraschade Vettel dock in i Webbers bil, vilket tvingade båda förarna att bryta sina lopp. Webber sa efter loppet: "Det kändes som att barn deltog. Och barn har ingen erfarenhet - man kan göra ett bra dagsverke, sedan blir dagen ändå förstörd".
Början av Vettels första hela säsong i Formel 1 var allt annat än bra då han tvingades att bryta Australiens Grand Prix på grund av en olycka. Vid säsongens andra lopp, Malaysias Grand Prix, bröt Vettel loppet då ett hydraulikfel uppstod i bilen. Vettel bröt även Bahrains Grand Prix och Spaniens Grand Pix på grund av olyckor, båda gångerna på loppets första varv. Vid Turkiets Grand Prix fullföljde Vettel sitt första race för säsongen då han kom på sjuttonde plats. Toro Rossos nya bil för 2008, STR3, gjorde debut först vid Monacos Grand Prix där Vettel tog femteplatsen och fyra poäng i mästerskapet. Med åttondeplatsen i Kanadas Grand Prix fick Vettel ytterligare en poäng. Vettel tog tolfteplatsen i Frankrikes Grand Prix. Under Storbritanniens Grand Prix körde han och sex andra förare av banan och bröt loppet.
Den 17 juli 2008, vid Vettels hemma-race (Tysklands Grand Prix), annonserades det att Sebastian Vettel hade skrivit på för Red Bull Racing från och med 2009. I Tysklands Grand Prix tog Vettel åttondeplatsen och fick således sin första poäng sedan Kanadas Grand Prix. Efter poängen i Tyskland tvingades Vettel att bryta Ungerns Grand Prix då bilen överhettades. I Europas Grand Prix startade Vettel från, och tog i loppet, sjätteplatsen. Vid säsongens nästa lopp, Belgiens Grand Prix, tog Vettel femteplatsen.
Vettel vann Italien 2008 och fick för sina insatser senare motta Lorenzo Bandini Trophy.

### Red Bull (2009–2014)

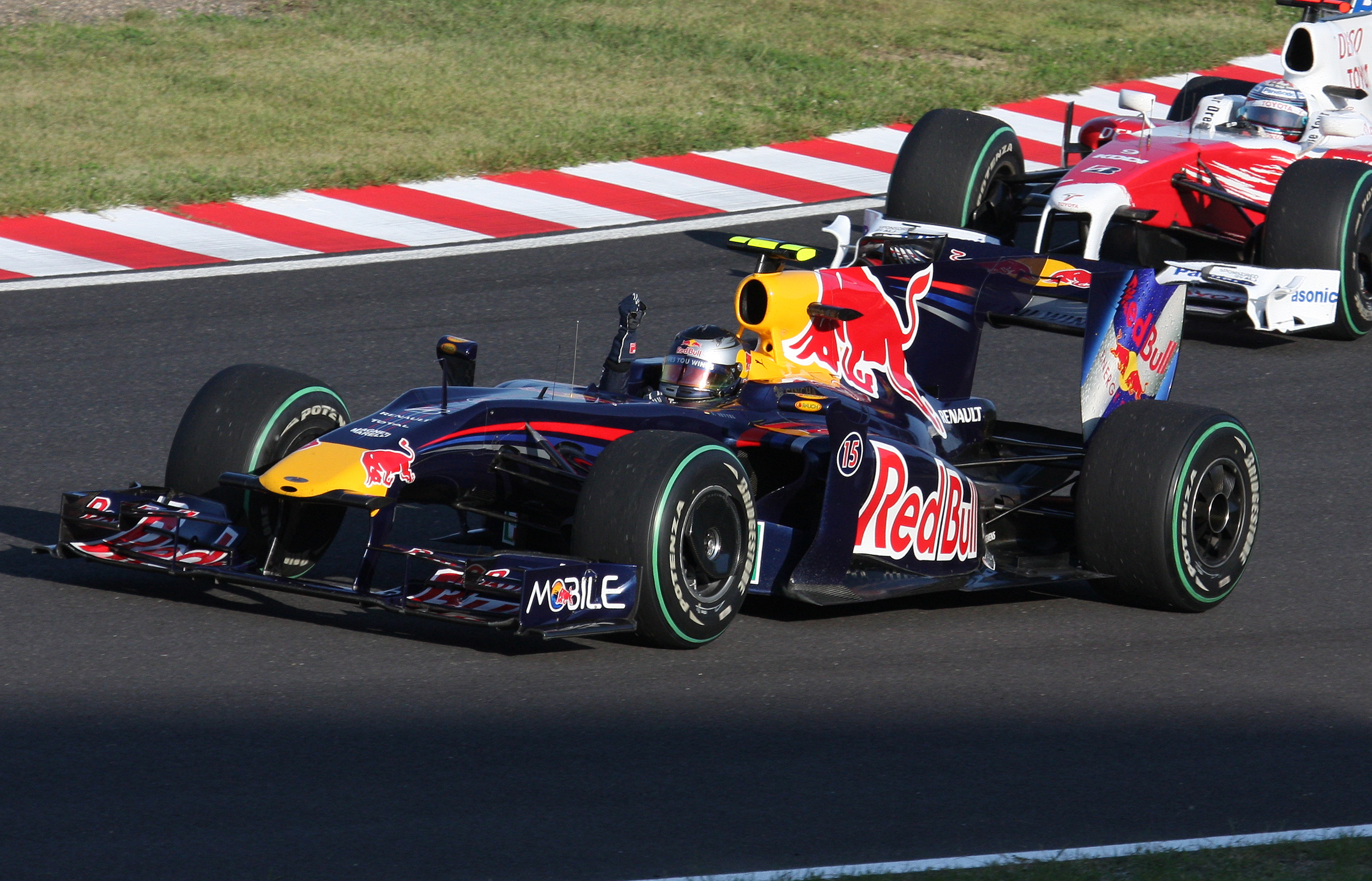
Vettel efter ha vunnit Japans Grand Prix 2009.

#### 2009–2010
Vettels verkliga genombrottsår kom att bli 2009 års säsong, detta tack vare en verkligt snabb bil. Vettel startade i Australien, men tvingades bryta efter att ha kolliderat med Robert Kubica.
I Kinas Grand Prix vann han, och stallkamraten Mark Webber kom på andra plats. Detta följdes av en andraplats i Bahrains Grand Prix. I Spaniens Grand Prix samma år kom han på fjärde plats. I Monacos Grand Prix kraschade han, dock utan att skadas. I Turkiets Grand Prix kom han på andra plats. 
I Storbritanniens Grand Prix vann han. I Tysklands Grand Prix kom han tvåa. 
I Ungerns Grand Prix och Europas Grand Prix tvingades han bryta, medan han kom på tredje plats i Belgiens Grand Prix.

Vettel tog en poäng i Italiens Grand Prix och blev fyra i Singapores Grand Prix. På Suzuka Circuit i Japan var han snabbast i Q1, Q2 och Q3. i Brasiliens Grand Prix kom han på en fjärdeplats och vann sedan Abu Dhabis Grand Prix.

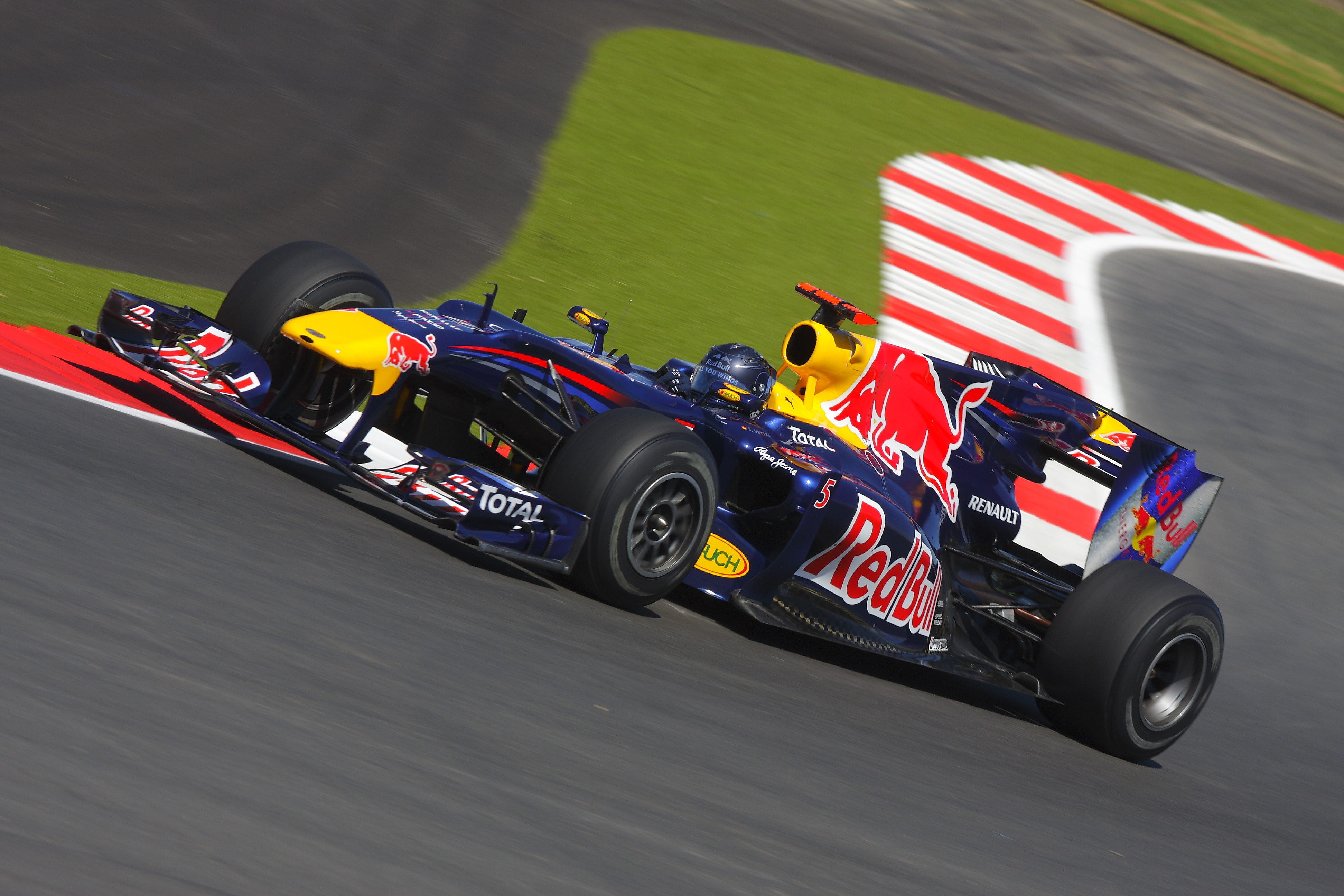
Vettel under Storbritanniens Grands Prix 2010.

Vettels team, Red Bull Racing, hade säkrat konstruktörsmästerskapet i Brasiliens Grands Prix, när man kom till sista tävlingen för säsongen, Abu Dhabis Grand Prix.
Fernando Alonso, som ledde mästerskapet inför tävlingen, behövde bli som sämst fyra för att säkra titeln. Vettel låg på tredjeplats, femton poäng bakom, med Mark Webber sju poäng framför sig. Alonso lyckades inte bli bättre än sjua i racet och tappade världsmästartiteln till Vettel, som inte legat på första plats någon gång under säsongen. Webber blev åtta och tappade från andra- till tredjeplatsen totalt. Vettel blev därmed den yngste världsmästaren någonsin i Formel 1, med sina 23 år och 134 dagar. Han slog Lewis Hamiltons rekord från 2008, 23 år och 300 dagar. Under säsongen tog Vettel fem segrar och tio pole positions.

#### 2011–2012

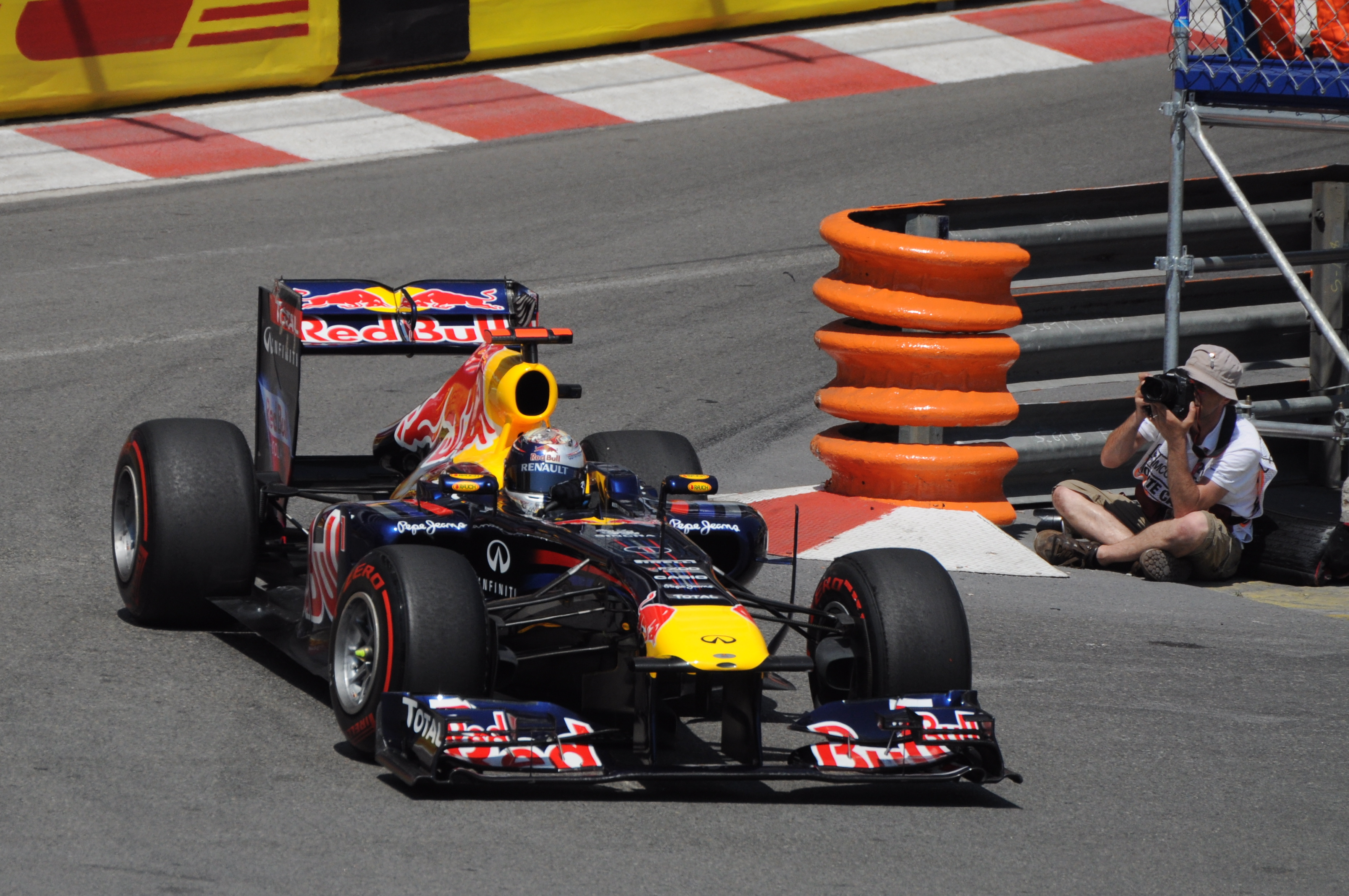
Vettel vann Monacos Grand Prix 2011 och var sin första vinst i Monaco, och femte vinst av säsongens första sex lopp.

Vettel startade lika imponerande som han avslutade 2010, med vinst i Australien (Bahrains GP blev inställt på grund av oroligheter i landet) och en pole position i Malaysia. Vettel lyckades efter sin tredjeplats i Japans Grand Prix – med fyra race kvar på kalendern – att säkra segern, säsongen 2011. Med sina 24 år och 98 dagar blev han också den yngste förare att försvara sin världsmästartitel. Vettel tog femton pole positions under säsongens nitton race, vilket är nytt rekord. Den tidigare innehavaren Nigel Mansell stod i pole position fjorton av säsongens sexton race 1992.
Vettel tog sin tredje raka F1-världsmästartitel när han slutade på sjätte plats i Brasiliens GP.
Jenson Button vann racet efter att Lewis Hamilton krockat med Nico Hülkenberg och tvingades bryta. Fernando Alonso körde upp sig till en andra plats, mycket tack vare sin trogne stallkamrat Felipe Massa som slutade trea.
Mästerskapet var tajt in i det sista då Vettel endast hade tre poäng mer än Fernando Alonso när Brasiliens Grand Prix var över.
I december tog Vettel, tillsammans med landsmannen Michael Schumacher, sin sjätte seger i rad i landslagstävlingen Nations Cup vid Race of Champions 2012.

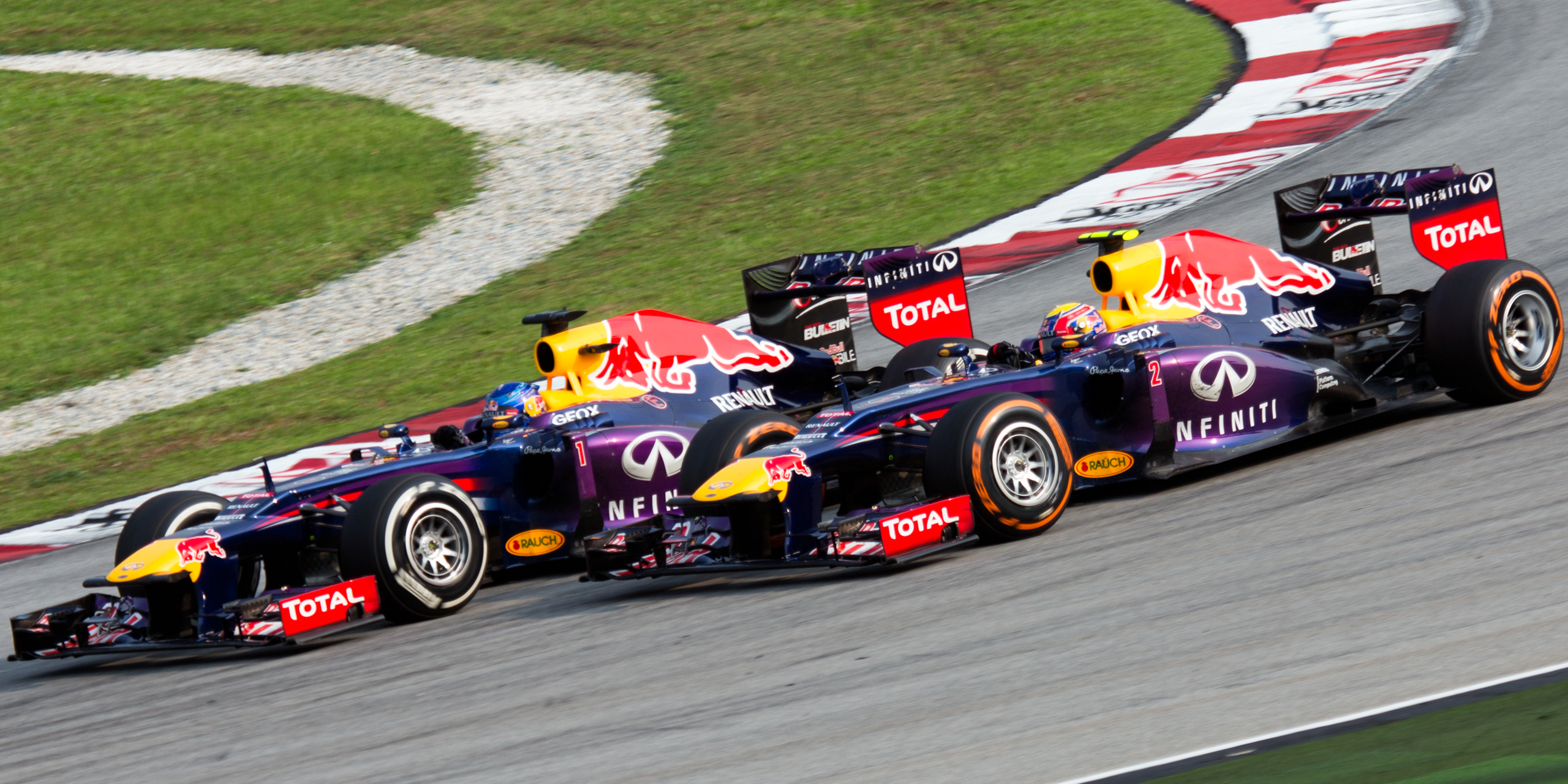
Vettel (vänster) kör om stallkamraten Mark Webber vid Malaysias Grand Prix 2013, trots varning från stallet att behålla nuvarande raceposition.

#### 2013–2014
I januari 2013 fick Vettel sin tredje nominering till "årets idrottsman" i Laureus World Sports Awards 2013, efter att ha nominerats 2011 och 2012. Vettel kom dock inte att tilldelas utmärkelsen. Vid årets första lopp, Australiens Grand Prix, var Vettel snabbast i såväl den första träningen som den andra träningen på fredag, och tog även pole position på söndag efter att kvalet blev uppskjutet. I loppet ledde Vettel från start fram till hans första depåstopp, efter detta fick Vettel aldrig tillbaka förstaplatsen och slutade loppet på tredjeplatsen efter Kimi Räikkönen och Fernando Alonso. Vid säsongens andra lopp, Malaysias Grand Prix tog Vettel pole position. Efter att ha startat från pole tappade Vettel ledningen till stallkamraten Mark Webber efter ett depåstopp för att byta däck. Efter depåstoppen närmade sig Vettel Webber och han klagade på att Webber körde för sakta och bad om att få köra om Webber, något som stallet förbjöd. På loppets 46:e varv körde Vettel om Webber och tog ledningen, och till slut även segern. Efter loppet medgav Vettel att han gjort fel och ångrade sig.
Vid Indiens Grand Prix behövde Vettel, som startade från pole, ta som sämst femte plats för att säkra mästerskapet. Han gjorde ett tidigt depåstopp för att byta till nya däck, och körde sedan om en rad bilar. Efter att hans stallkamrat Mark Webber gjort sitt depåstopp befann sig Vettel åter i ledningen, och vann så småningom loppet med nästan 30 sekunder. Genom att vinna loppet tog Vettel alltså sin fjärde raka mästartitel.
För säsongen 2014 och därefter valde förarna ett unikt bilnummer att använda under resten av sin Formel 1-karriär; Vettel valde nummer fem. Men som regerande världsmästare körde han under nummer ett under hela säsongen. Webber lämnade sporten och ersattes av Daniel Ricciardo, som befordrades från Toro Rosso.
Vettel kämpade med tillförlitlighetsproblem under vintertestningen, vilket tvingade honom att bryta det inledande loppet i Australien. Tillförlitlighetsproblem tvingade också Vettel att bryta Monacos och Österrikes Grand Prix. Vettel kvalificerade sig på första startled för loppen i Malaysia, Storbritannien och Ungern, och slutade på pallen i Malaysia, Kanada, Singapore och Japan. Efter Rysslands Grand Prix, hade han kvalificerat lägre än sin lagkamrat för första gången i Formel 1-karriären. Förutom att drabbas av tillförlitlighetsproblem, kämpade Vettel under hela 2014 för att komma till rätta med Red Bull RB10,  och Pirelli-däcken. Han blev den första regerande mästaren sedan Jacques Villeneuve 1998 som inte vann ett enda lopp under en säsong 
I oktober hade Red Bull meddelat att Vettel skulle lämna laget i slutet av säsongen för att ansluta sig till Scuderia Ferrari, ett år innan hans kontrakt skulle löpa ut. Vettel ersatte Alonso och blev stallkamrat med sin vän Kimi Räikkönen. Vettel nämnde att han skulle vilja köra för Ferrari någon gång i sin karriär, och det ryktades redan 2012 att han hade ett icke-bindande förkontrakt, med optioner, att ansluta sig till Ferrari 2014. Han nekades att bryta Red Bull-kontraktet för att testa 2014 års Ferrari-bil i Abu Dhabi. Trots detta var Vettel närvarande vid Ferrari-testet – även om han inte körde bilen – men Red Bull verkställde inga sanktioner. Vettel gjorde istället sitt första framträdande i november, och slutförde nästan 100 varv i bilen F2012 runt testbanan Fiorano.

### Ferrari (2015–2020)

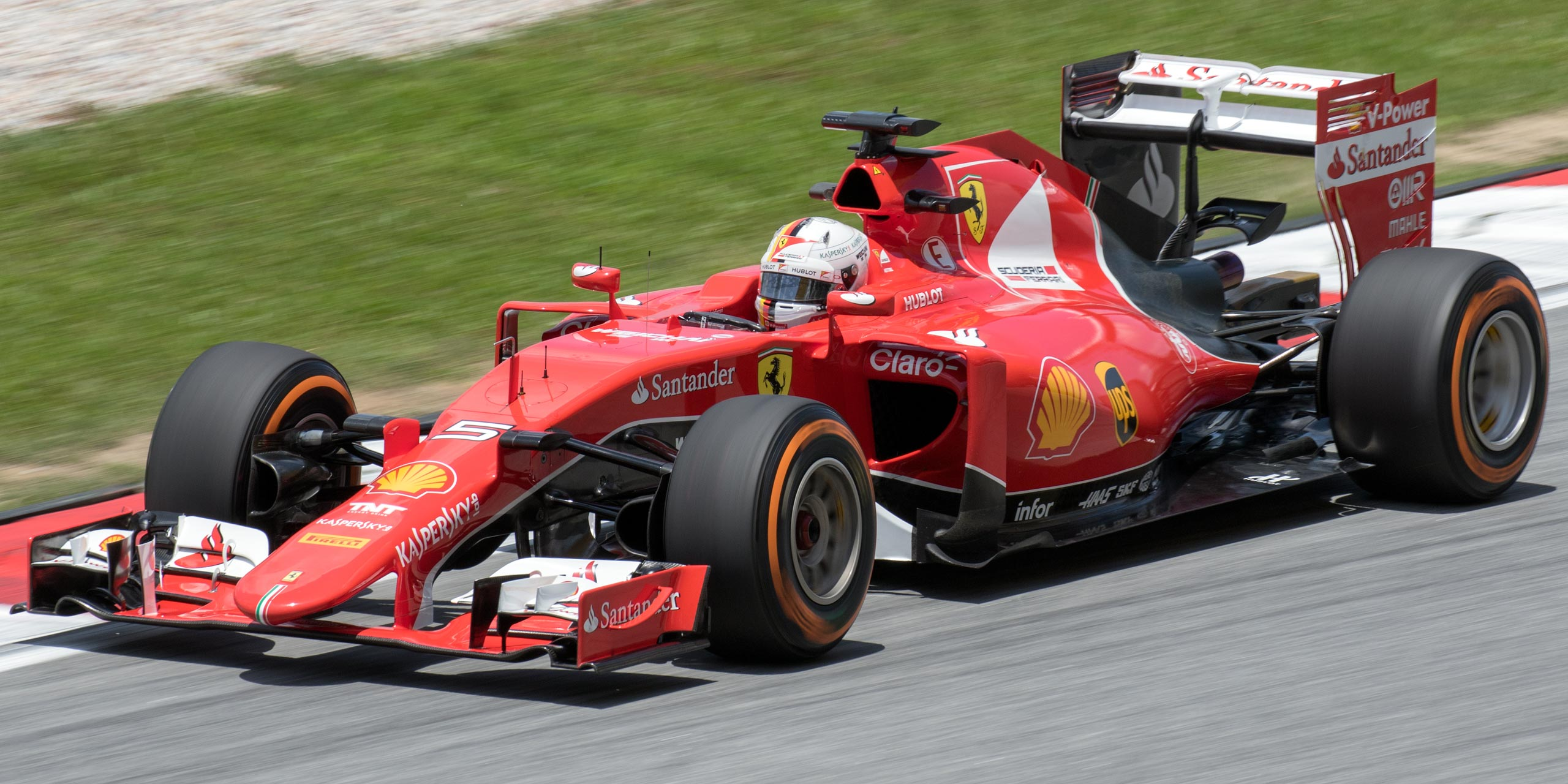
Vettel vid Malaysias Grand Prix 2015 där han vann sitt första lopp för Scuderia Ferrari efter två lopp.

#### 2015–2016
Vettel gjorde sin debut hos Ferrari genom att sluta trea i Australiens Grand Prix. Han följde upp det med att vinna Malaysias Grand Prix, hans första seger på över ett år, och den första vinsten för Ferrari på nästan två år. Efter loppet hyllade en känslosam Vettel Schumacher och sa att hans hjältes prestationer med Ferrari gjorde den första vinsten desto mer speciell.
Han vann Ungerns Grand Prix och förblev därmed en utmanare till mästerskapet efter att ha startat på tredje startfält. Han tillägnade sin seger till föraren Jules Bianchi, som dog veckan innan av skador som han ådrog sig 2014. Halvvägs genom säsongen var Vettel 42 poäng bakom mästerskapsledaren och Mercedes-föraren Hamilton. Vettel var på tredje plats i Belgien när hans bils högra bakdel lossnade på det näst sista varvet, vilket sannolikt gjorde att hans titelchans gick upp i rök, givet Hamiltons vinst. Efter loppet påtalade Vettel de "oacceptabla" och "osäkra" Pirelli-däcken som kunde ha orsakat honom allvarlig skada.
Vettel kom tvåa i Italiens Grand Prix, hans första race med Ferrari på lagets hemmaplan. Han tog sedan sin första pole med laget vid Singapore Grand Prix,  Ferraris första pole på tre år. Vettel vann loppet, och när Hamilton bröt sitt lopp, låg han 49 poäng bakom Hamilton med sju lopp kvar. Vettel avslutade säsongen på tredje plats; efter tre segrar och 13 pallplatser kallade han säsongen ett "mirakel".
Efter en tredjeplats vid Australiens Grand Prix 2016, slutade Vettels deltagande veckan därpå i Bahrain utan att han påbörjade loppe, då bilen gick sönder på formationsvarvet. Vid Kinas Grand Prix kolliderade Vettel med lagkamraten Räikkönen på första varvet, men båda kunde fortsätta. Han skyllde kollisionen på Red Bull-föraren Daniil Kvyat, som han kallade "galning", och beskrev dennes omkörningsmanöver som "självmordsbenägen".  Vid Rysslands Grand Prix bröt Vettel på första varvet efter två kollisioner med Kvyat. Vid Mexikos Grand Prix försökte Vettel köra om Red Bull-föraren Max Verstappen, men efter att Verstappen kört av banan och kört tillbaka på banan före honom, attackerade Vettel verbalt honom och tävlingsdomaren Charlie Whiting, vilket han senare bad om ursäkt för. Vettel blockerade sedan Red Bulls Ricciardo genom att röra sig i bromszonen. Straffet blev tio sekunders tidstillägg, samt två prickar på licensen.  Trots att han nådde sju pallplatser under säsongen, vann Vettel inga lopp under 2016.

#### 2019–2020

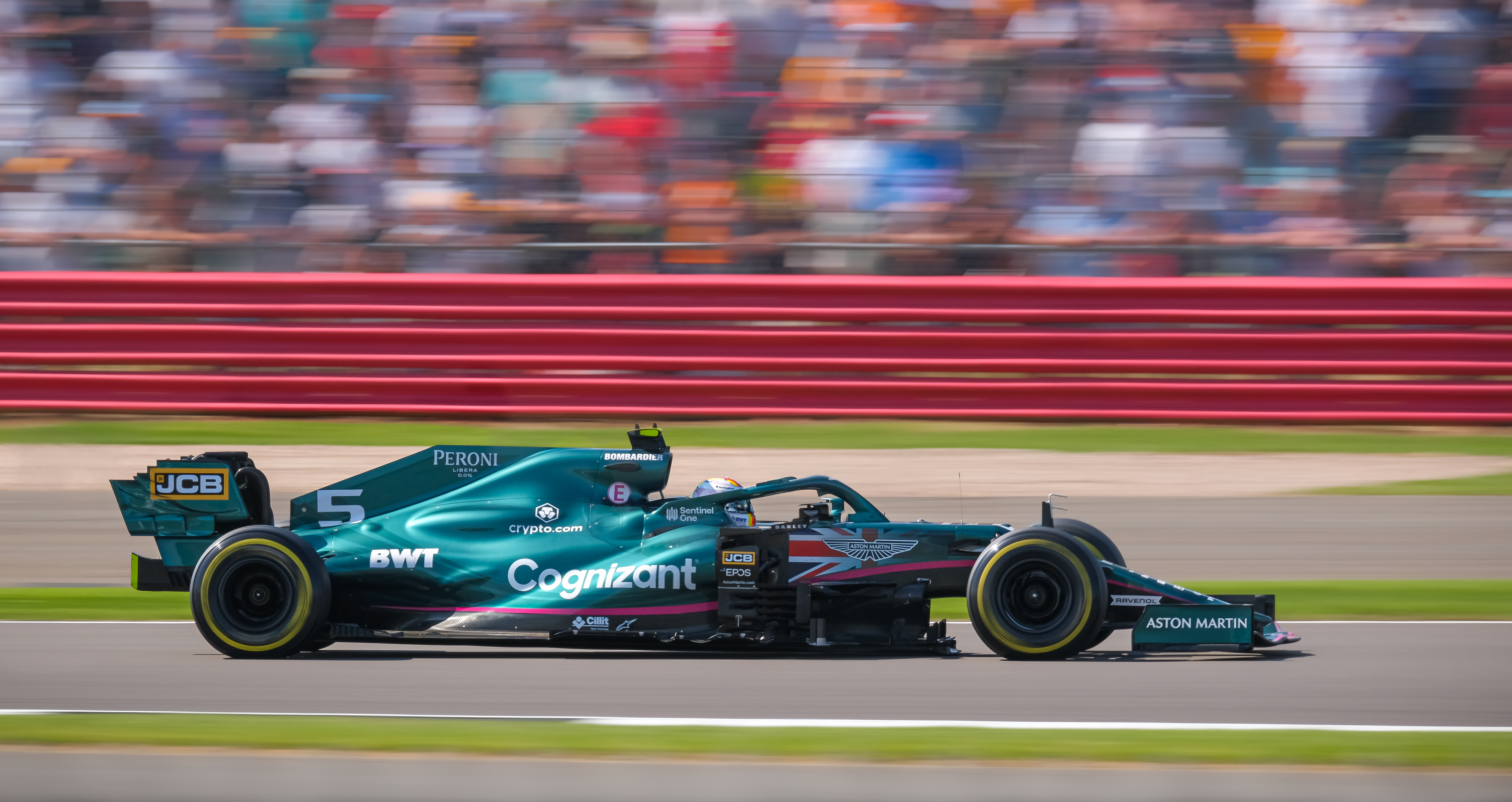
Vettel vid Storbritanniens Grand Prix 2021.

### Aston Martin (2021–2022)

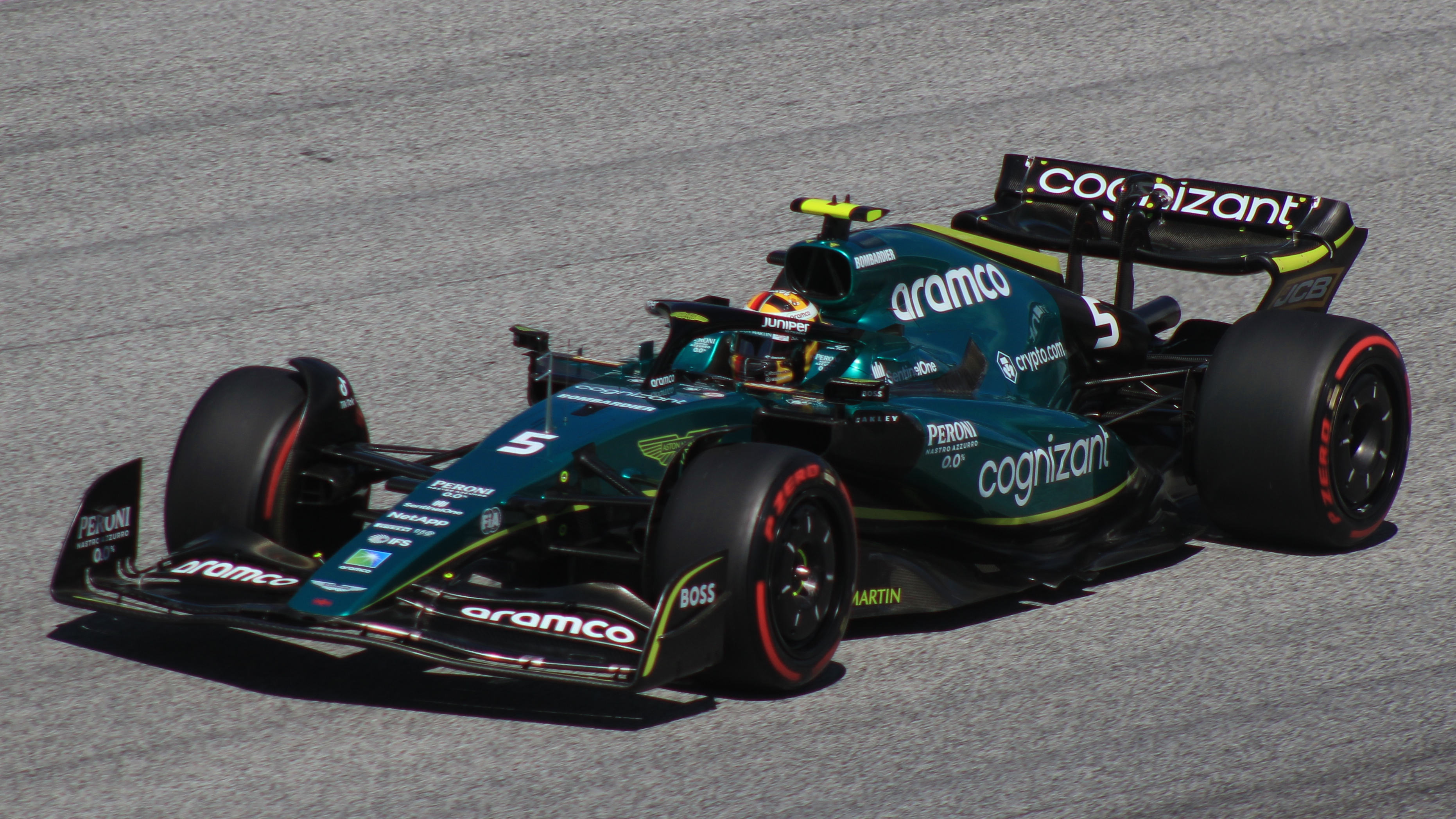
Vettel vid Österrikes Grand Prix 2022, under hans sista säsong i Formel 1.

Inför säsongen 2021 kom Vettel till Aston Martin där han ersatte Sergio Pérez.  I kvalet i debuttävlingshelgen i Bahrain gjorde han en regelöverträdelse. Straffet blev att starta från sista fältet. Vettel började bra, men kolliderade med Esteban Ocon, vilket gav Vettel ett tidsstraff, varpå han slutade på 15:e plats. Han fick fem straffprickar på sin superlicens. Aston Martins teamchef Otmar Szafnauer kritiserade inte Vettel, dels då bilen är väsentligt annorlunda jämfört med Ferrari-bilen som Vettel kört säsongerna före, dels eftersom Vettel hade kört få varv i försäsongstestningen och likväl presterat på ett imponerande sätt i säsongsupptakten.
I säsongens femte lopp tog Vettel sina första poäng för laget med en femteplats i Monaco. Vid det följande loppet, Azerbajdzjans Grand Prix, tog han Aston Martins första pallplats genom att bli tvåa. Vettel slutade tvåa också i Ungern, men diskvalificerades, efter att hans stall inte klarade att tillhandahålla det obligatoriska enliters bränsleprovet. Han avslutade säsongen på tolfte plats i förarställningen, före lagkamraten Stroll. Under säsongen gjorde Vettel 132 omkörningar – det mesta av alla förare – och vann det första priset Overtake Award.
Vettel missade de två första loppen under säsongen 2022 i Bahrain och Saudiarabien efter att ha testats positivt för covid-19; han ersattes av Aston Martins reservförare Nico Hülkenberg. I juli 2022 meddelade Vettel att han lämnar Formel 1 i slutet av säsongen 2022.

## Formel 1-karriär
| Säsong            | Stall/Tillverkare      | Placering         | Lopp | Poäng | Etta | Tvåa | Trea | Pole | Varv |
| ----------------- | ---------------------- | ----------------- | ---- | ----- | ---- | ---- | ---- | ---- | ---- |
| 2007              | BMW Toro Rosso-Ferrari | 14                | 1 7  | 1 5   | 0    | 0    | 0    | 0    | 0    |
| 2008              | Toro Rosso-Ferrari     | 8                 | 18   | 35    | 1    | 0    | 0    | 1    | 0    |
| 2009              | Red Bull-Renault       | 2                 | 17   | 84    | 4    | 2    | 2    | 4    | 3    |
| 2010              | Red Bull-Renault       | 1                 | 19   | 256   | 5    | 2    | 3    | 10   | 3    |
| 2011              | Red Bull-Renault       | 1                 | 19   | 392   | 11   | 5    | 1    | 15   | 3    |
| 2012              | Red Bull-Renault       | 1                 | 20   | 281   | 5    | 3    | 2    | 6    | 6    |
| 2013              | Red Bull-Renault       | 1                 | 19   | 397   | 13   | 1    | 2    | 9    | 7    |
| 2014              | Red Bull-Renault       | 5                 | 19   | 167   | 0    | 1    | 3    | 0    | 2    |
| 2015              | Ferrari                | 3                 | 19   | 278   | 3    | 3    | 7    | 1    | 1    |
| 2016              | Ferrari                | 4                 | 21   | 212   | 0    | 3    | 4    | 0    | 3    |
| 2017              | Ferrari                | 2                 | 20   | 317   | 5    | 6    | 2    | 4    | 5    |
| 2018              | Ferrari                | 2                 | 21   | 320   | 5    | 4    | 3    | 5    | 3    |
| 2019              | Ferrari                | 5                 | 21   | 240   | 1    | 5    | 3    | 2    | 2    |
| 2020              | Ferrari                | 13                | 17   | 33    | 0    | 0    | 1    | 0    | 0    |
| 2021              | Aston Martin-Mercedes  | 12                | 22   | 43    | 0    | 1    | 0    | 0    | 0    |
| 2022              | Aston Martin-Mercedes  | 12                | 20   | 37    | 0    | 0    | 0    | 0    | 0    |
| Sammanlagt (2022) | Sammanlagt (2022)      | Sammanlagt (2022) | 300  | 3098  | 53   | 36   | 33   | 57   | 38   |

| 1. Italien 2008 2. Kina 2009 3. Storbritannien 2009 4. Japan 2009 5. Abu Dhabi 2009 6. Malaysia 2010 7. Europa 2010 8. Japan 2010 9. Brasilien 2010 10. Abu Dhabi 2010 11. Australien 2011 12. Malaysia 2011 13. Turkiet 2011 14. Spanien 2011 15. Monaco 2011 16. Europa 2011 17. Belgien 2011 18. Italien 2011 19. Singapore 2011 20. Korea 2011 21. Indien 2011 22. Bahrain 2012 23. Singapore 2012 24. Japan 2012 25. Korea 2012 26. Indien 2012 27. Malaysia 2013 28. Bahrain 2013 29. Kanada 2013 30. Tyskland 2013 31. Belgien 2013 32. Italien 2013 33. Singapore 2013 34. Korea 2013 35. Japan 2013 36. Indien 2013 37. Abu Dhabi 2013 38. USA 2013 39. Brasilien 2013 40. Malaysia 2015 41. Ungern 2015 42. Singapore 2015 43. Australien 2017 44. Bahrain 2017 45. Monaco 2017 46. Ungern 2017 47. Brasilien 2017 48. Australien 2018 49. Bahrain 2018 50. Kanada 2018 51. Storbritannien 2018 52. Belgien 2018 53. Singapore 2019 |

| 1. Bahrain 2009 2. Tyskland 2009 3. Monaco 2010 4. Singapore 2010 5. Kina 2011 6. Kanada 2011 7. Storbritannien 2011 8. Ungern 2011 9. Brasilien 2011 10. Australien 2012 11. Belgien 2012 12. USA 2012 13. Monaco 2013 14. Singapore 2014 15. Monaco 2015 16. Italien 2015 17. Ryssland 2015 18. Kina 2016 19. Kanada 2016 20. Europa 2016 21. Kina 2017 22. Ryssland 2017 23. Spanien 2017 24. Österrike 2017 25. Belgien 2017 26. USA 2017 27. Monaco 2018 28. Ungern 2018 29. Mexiko 2018 30. Abu Dhabi 2018 31. Monaco 2019 32. Kanada 2019 33. Tyskland 2019 34. Japan 2019 35. Mexiko 2019 36. Azerbajdzjan 2021 |

| 1. Turkiet 2009 2. Belgien 2009 3. Spanien 2010 4. Tyskland 2010 5. Ungern 2010 6. Japan 2011 7. Storbritannien 2012 8. Abu Dhabi 2012 9. Australien 2013 10. Ungern 2013 11. Malaysia 2014 12. Kanada 2014 13. Japan 2014 14. Australien 2015 15. Kina 2015 16. Spanien 2015 17. Storbritannien 2015 18. Japan 2015 19. USA 2015 20. Brasilien 2015 21. Australien 2016 22. Spanien 2016 23. Italien 2016 24. Abu Dhabi 2016 25. Italien 2017 26. Abu Dhabi 2017 27. Österrike 2018 28. Singapore 2018 29. Ryssland 2018 30. Kina 2019 31. Azerbajdzjan 2019 32. Ungern 2019 33. Turkiet 2020 |

| 1. Italien 2008 2. Kina 2009 3. Turkiet 2009 4. Storbritannien 2009 5. Japan 2009 6. Bahrain 2010 7. Australien 2010 8. Kina 2010 9. Europa 2010 10. Storbritannien 2010 11. Tyskland 2010 12. Ungern 2010 13. Japan 2010 14. Korea 2010 15. Abu Dhabi 2010 16. Australien 2011 17. Malaysia 2011 18. Kina 2011 19. Turkiet 2011 20. Monaco 2011 21. Kanada 2011 22. Europa 2011 23. Ungern 2011 24. Belgien 2011 25. Italien 2011 26. Singapore 2011 27. Japan 2011 28. Indien 2011 29. Abu Dhabi 2011 30. Brasilien 2011 31. Bahrain 2012 32. Kanada 2012 33. Europa 2012 34. Japan 2012 35. Indien 2012 36. USA 2012 37. Australien 2013 38. Malaysia 2013 39. Kanada 2013 40. Italien 2013 41. Singapore 2013 42. Korea 2013 43. Indien 2013 44. USA 2013 45. Brasilien 2013 46. Singapore 2015 47. Ryssland 2017 48. Ungern 2017 49. Singapore 2017 50. Mexiko 2017 51. Bahrain 2018 52. Kina 2018 53. Azerbajdzjan 2018 54. Kanada 2018 55. Tyskland 2018 56. Kanada 2019 57. Japan 2019 |

| 1. Storbritannien 2009 2. Belgien 2009 3. Abu Dhabi 2009 4. Monaco 2010 5. Tyskland 2010 6. Ungern 2010 7. Europa 2011 8. Korea 2011 9. Indien 2011 10. Bahrain 2012 11. Kanada 2012 12. Ungern 2012 13. Japan 2012 14. Abu Dhabi 2012 15. USA 2012 16. Kina 2013 17. Bahrain 2013 18. Monaco 2013 19. Belgien 2013 20. Singapore 2013 21. Korea 2013 22. USA 2013 23. Spanien 2014 24. USA 2014 25. Ryssland 2015 26. Japan 2016 27. USA 2016 28. Abu Dhabi 2016 29. Azerbajdzjan 2017 30. Belgien 2017 31. Malaysia 2017 32. USA 2017 33. Mexiko 2017 34. Storbritannien 2018 35. Japan 2018 36. Abu Dhabi 2018 37. Frankrike 2018 38. Belgien 2018 |